# Religia w Burkinie Faso

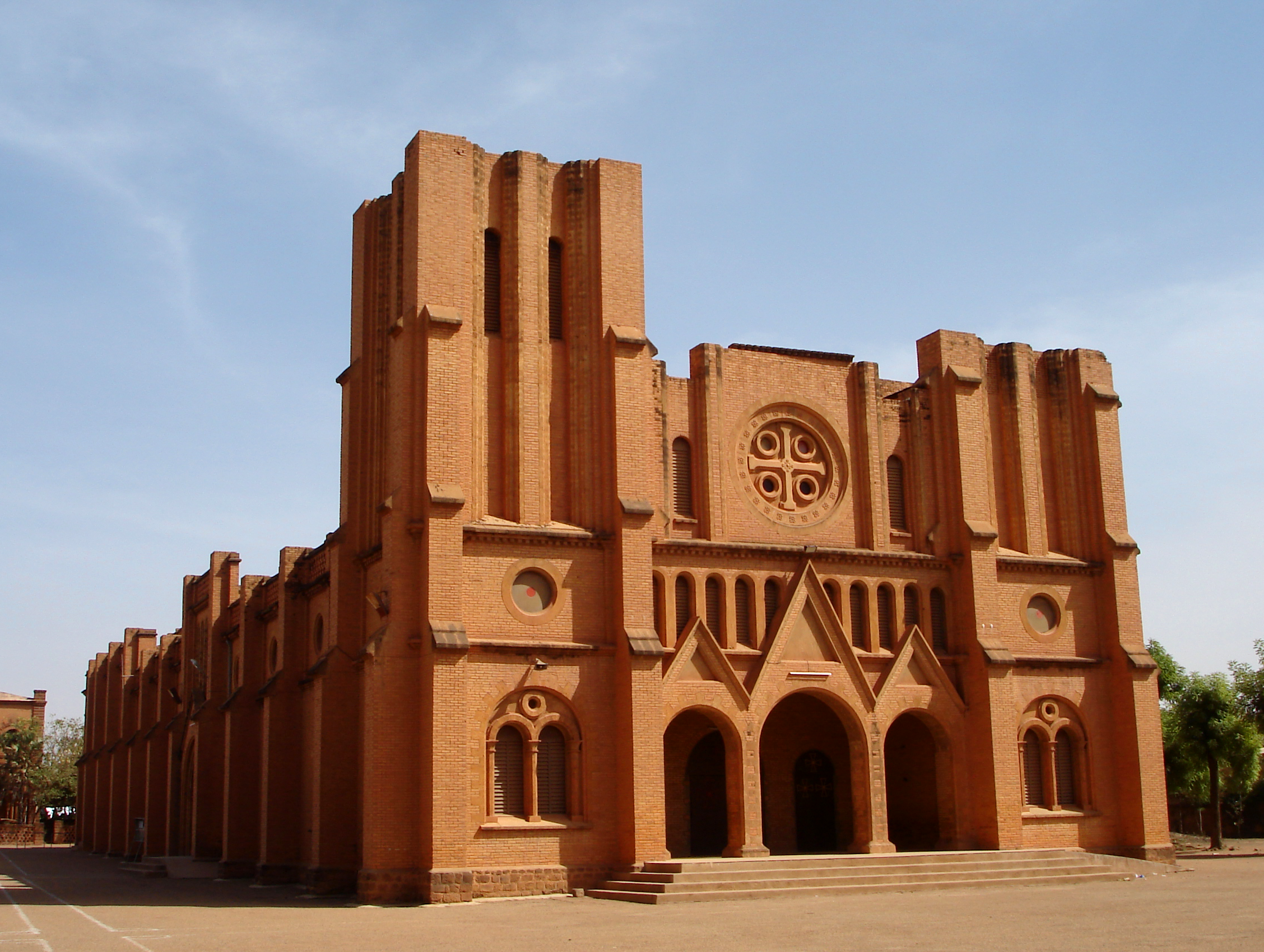
Katedra Wagadugu.

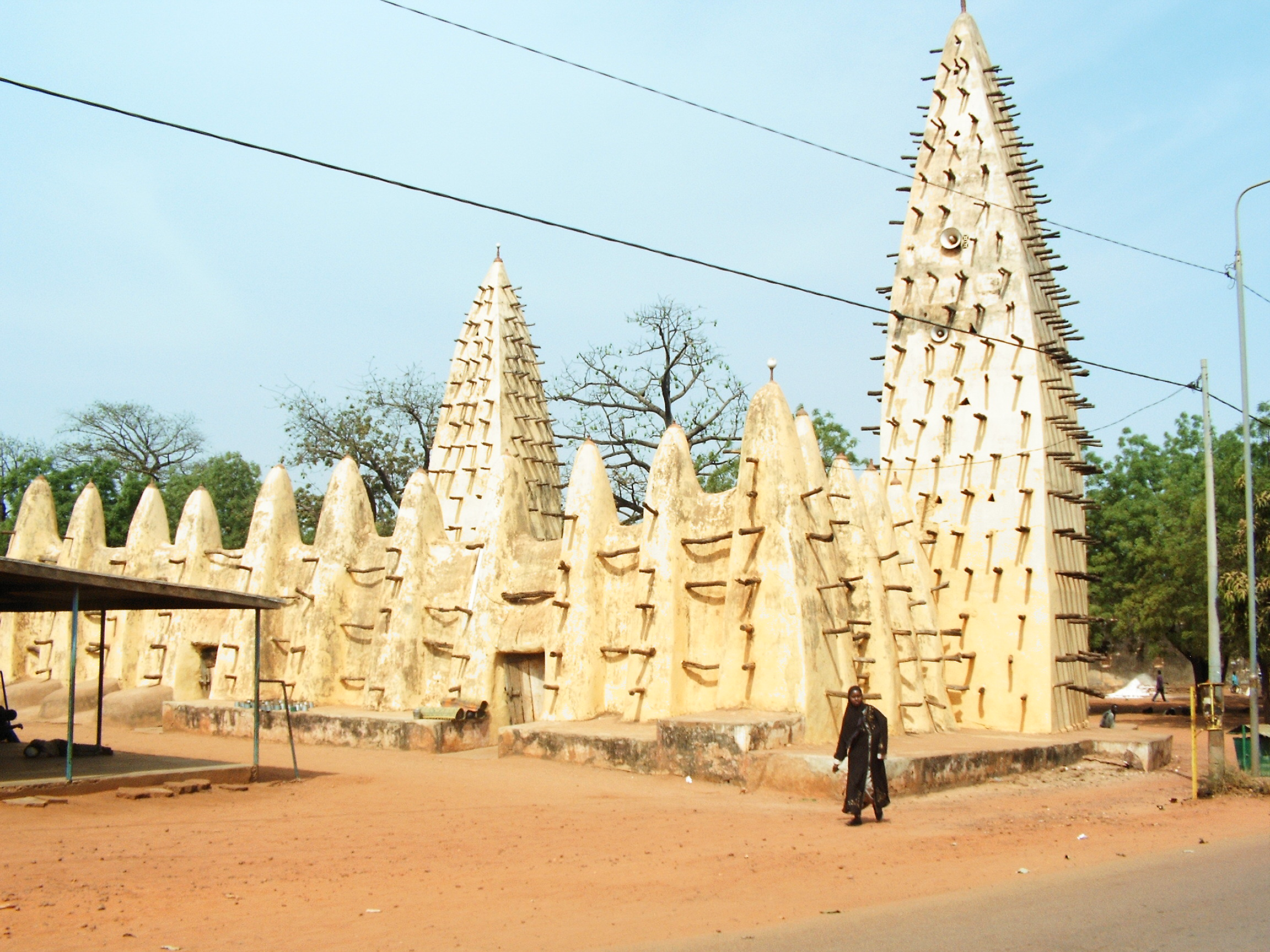
Meczet w Bobo-Dioulasso.

Religia w Burkinie Faso – według badań Pew Research Center w 2010 roku stanowiona była głównie przez wyznawców islamu (61,6%), chrześcijaństwa (22,5%) i tradycyjnych religii plemiennych (15,4%).
Konstytucja i inne ustawy gwarantują wolność religijną w kraju i rząd w zasadzie realizuje te ustanowienia. Rząd Stanów Zjednoczonych w raporcie z 2011 roku nie zarejestrował doniesień o nadużyciach społecznych i dyskryminacji na podstawie przynależności religijnej, przekonań, lub praktyk. Czasami jednak, członkowie społeczności oskarżali starsze kobiety bezdzietne o czary i wygnano je z wiosek.
Muzułmanie mieszkają głównie w północnych, wschodnich i zachodnich regionach przygranicznych, a chrześcijanie skoncentrowani są w centrum kraju. Rdzenne religie praktykowane są na obszarze całego kraju, szczególnie w społecznościach wiejskich.

## Chrześcijaństwo
Wśród wyznań chrześcijańskich największe społeczności tworzą katolicy (11,5%) i zielonoświątkowcy (7,2%).

## Statystyki
Ważniejsze związki wyznaniowe i religie w Burkinie Faso:
| Religia                                      | Liczba wiernych | Procent ludności | Źródło                                            |
| -------------------------------------------- | --------------- | ---------------- | ------------------------------------------------- |
| Islam                                        | 10 150 tys.     | 61,6%            | Pew Research Center, 2010                         |
| Religie plemienne                            | 2 530 tys.      | 15,4%            | Pew Research Center, 2010                         |
| Kościół katolicki                            | 1 873 tys.      | 11,5%            | Operation World, 2010                             |
| Zbory Boże w Burkinie Faso                   | 1 095 tys.      | 6,7%             | Operation World, 2010                             |
| Chrześcijański i Misyjny Sojusz              | 90,8 tys.       | 0,56%            | Operation World, 2010                             |
| Stowarzyszenie Kościoła Ewangelicznego       | 70 tys.         | 0,43%            | Operation World, 2010                             |
| Kościół Reformowany                          | 32,8 tys.       | 0,2%             | Operation World, 2010                             |
| Kościół Apostolski                           | 26 250          | 0,16%            | Operation World, 2010                             |
| Kościół Misji Apostolskiej                   | 20,3 tys.       | 0,12%            | Operation World, 2010                             |
| Międzynarodowe Centrum Ewangeliczne          | 18,5 tys.       | 0,11%            | Operation World, 2010                             |
| Stowarzyszenie Ewangeliczno-Zielonoświątkowe | 14,7 tys.       | 0,09%            | Operation World, 2010                             |
| Protestancki Kościół Ewangeliczny            | 12 tys.         | 0,07%            | Operation World, 2010                             |
| Konwencja Baptystyczna (baptyści)            | 10 tys.         | 0,06%            | Operation World, 2010                             |
| Bahaizm                                      | 3257            | 0,02%            | Operation World, 2010                             |
| Świadkowie Jehowy                            | 1944            | 0,01%            | Sprawozdanie z działalności Świadków Jehowy, 2022 |
| Kościół Adwentystów Dnia Siódmego            | 1887            | 0,01%            | Atlas Adwentystyczny, 2017                        |
| Mennonici                                    | 720             | 0,00%            | MWC, 2015                                         |